# Partido Comunista da Argentina (Congresso Extraordinário)
O Partido Comunista (Congresso Extraordinário) (espanhol : Partido Comunista (Congreso Extraordinario), PCCE) é um partido comunista argentino que defende os ideais marxistas-leninistas. O PCCE faz parte da Frente de Todos, uma coalizão kirchnerista que, desde as eleições gerais de 2019 , detém a maioria do poder político na Argentina. Seu nome foi adotado depois que uma disputa com o Partido Comunista da Argentina causou uma divisão entre seus membros, resultando na organização de um congresso extraordinário que deu lugar à fundação do PCCE entre 1º e 2 de dezembro de 1996.
Atualmente, o partido está presente em diversas regiões argentinas, como a capital e as províncias de Buenos Aires, Santa Fé, Entre Ríos, Córdoba, San Luis , Formosa, Misiones, San Juan entre outras.
O PCCE publica Nuestra Palabra e Raíces Latinoamericanas .